# Julio César Peñaloza Sánchez
Julio César Peñaloza Sánchez (Soacha, 29 de diciembre de 1953-Bogotá, 23 de agosto de 1989) fue un dirigente social, deportista y político colombiano.

## Biografía
Estudió en varias instituciones educativas como el Colegio Bolívar y del Departamental Integrado (en esta última como bachiller). Posteriormente, obtuvo la licenciatura en Educación Física de la Universidad Pedagógica Nacional en Bogotá (1984). Luego regresaría al Departamental Integrado como docente de esa área y luego rector de bachillerato. 
A nivel deportivo, mostró su entusiasmo de participación desde su época escolar al cual se destacó en su juventud en los Juegos Deportivos Nacionales por los 100 metros y jugador de las divisiones inferiores de Millonarios y Santa Fe.

### Vida política
A nivel político se inició con el MOIR y luego con la Unión Patriótica en las décadas de 1970 y 1980, de las cuales fue elegido concejal del municipio de Soacha hasta nominar nuevamente su reelección por este cargo en 1989 por el movimiento Nuevo Liberalismo para el periodo 1990-1992 al adherirse a la campaña presidencial de Luis Carlos Galán.

## Asesinato
En la noche del magnicidio de Galán (18 de agosto de 1989), el concejal Peñaloza estuvo con el candidato presidencial desde el sector del Tropezón (actual Calle 22 con Carrera Séptima) hasta la Plaza Principal en la cual fue designado como maestro de ceremonias del evento. En el momento de iniciar el discurso, los sicarios dispararon contra él (dejándolo herido mortalmente) y algunos escoltas incluido a Peñaloza del cual recibió un disparo en la cabeza que lo llevaría al Hospital Mario Gaitán Yanguas y luego a Canajal Bogotá para ser operado de emergencia, permaneciendo en coma y luego murió cinco días después.
En marzo de 2022, el Tribunal de Cundinamarca responsabilizó al Estado colombiano del asesinato de Peñaloza por las deficiencias de la protección a la vida del concejal a cargo del DAS que estuvo presente ese día, indemnizando a su esposa e hijas (que eran menores de edad en el momento de su muerte) por concepto de daños y perjuicios ocasionados.

## Homenajes
En el municipio de Soacha, su nombre queda ligado por decisión del Concejo municipal a la Empresa de Salud del Estado Municipal que es una entidad de servicios distribuida en seis sedes (una por cada comuna de la ciudad).